# Рош га-Шана

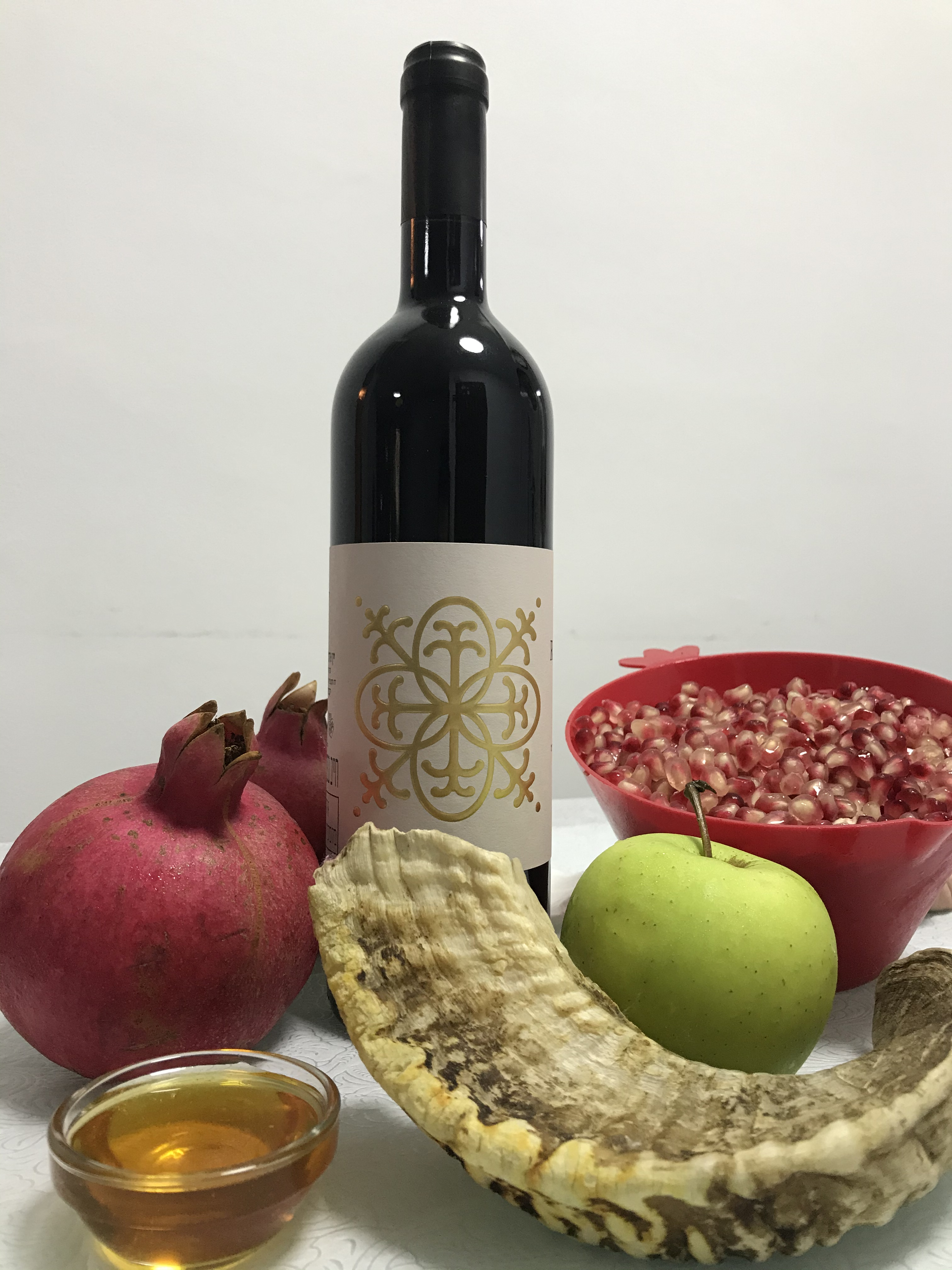
Мед і яблука, а особливо яблука, занурені в мед, є одним із символів Рош га-Шана - єврейського новорічного свята.

Рош га-Шана (івр. רֹאשׁ הַשָּׁנָה, «голова року») — свято початку нового року для усіх, хто сповідує юдаїзм. Відзначають 1 та 2-го тішрею, що зазвичай припадає на період від середини вересня — початок жовтня. За традицією цей день не може припадати на неділю, середу чи п'ятницю.

## Значення
Мішна, окрім Рош га-Шана, початком нового року називає ще кілька днів, від яких ведуть відлік років для різних цілей. Так, Рош га-Шана використовують для відліку ювілейних та суботніх років.
За віруваннями юдеїв, у Рош га-Шана Бог визначає долю людини на наступний рік, проте це рішення не остаточне і протягом наступних десяти днів може бути змінене. Тож з початком нового року починаються десять днів каяття, протягом яких віруючі сподіваються отримати сприятливе рішення, яке буде остаточно затверджене на десятий день.

### Біблійні події що сталися на Рош га-Шана
На думку рабі Еліезера, в цей день Бог закінчив створення усесвіту, створивши перших людей.
Голуб, що його послав Ной, не повернувся до ковчегу. Земля висохла після потопуБут.8-13

## Традиції

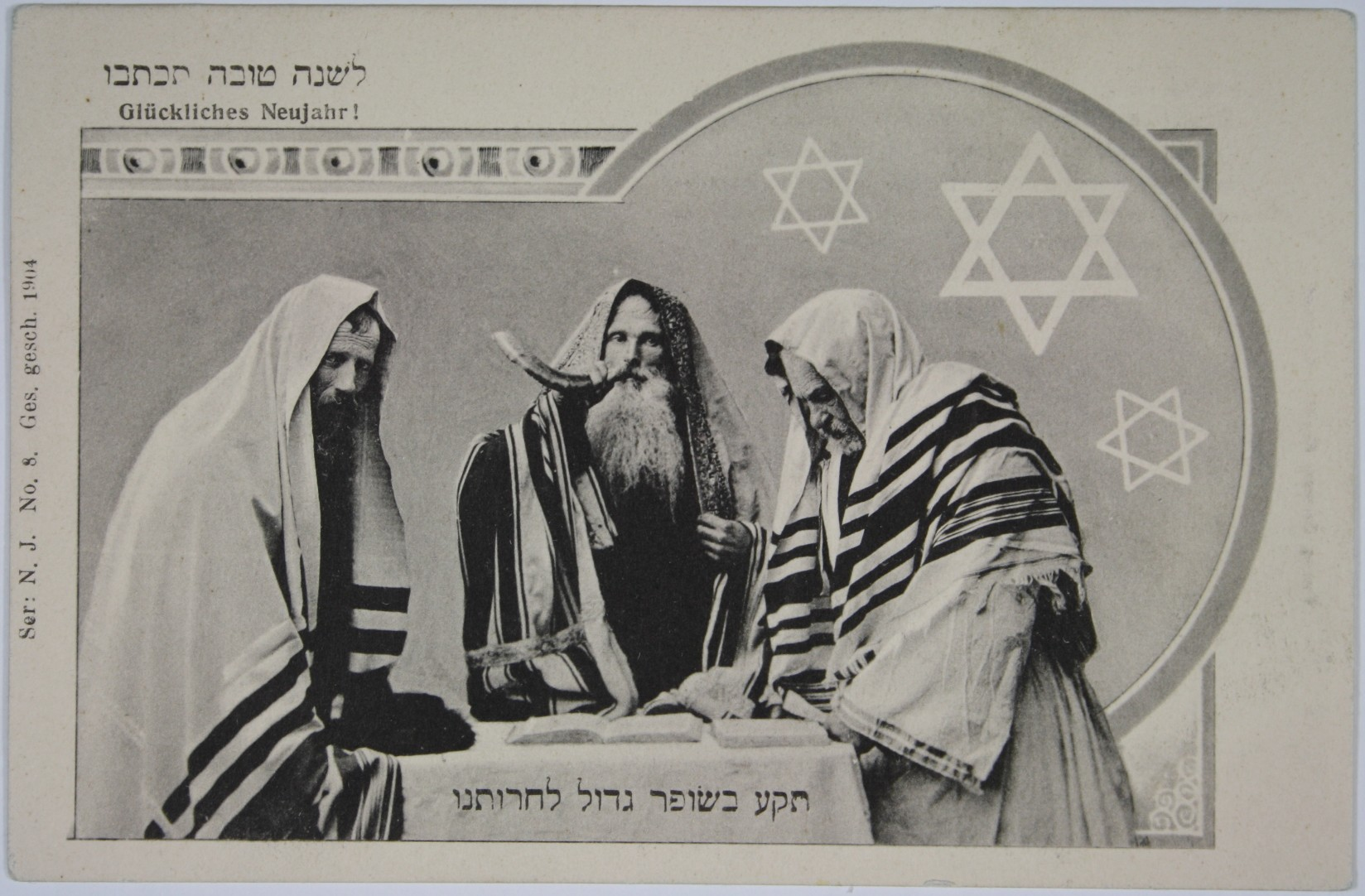
Вітальна листівка, Австрія, 1904 рік

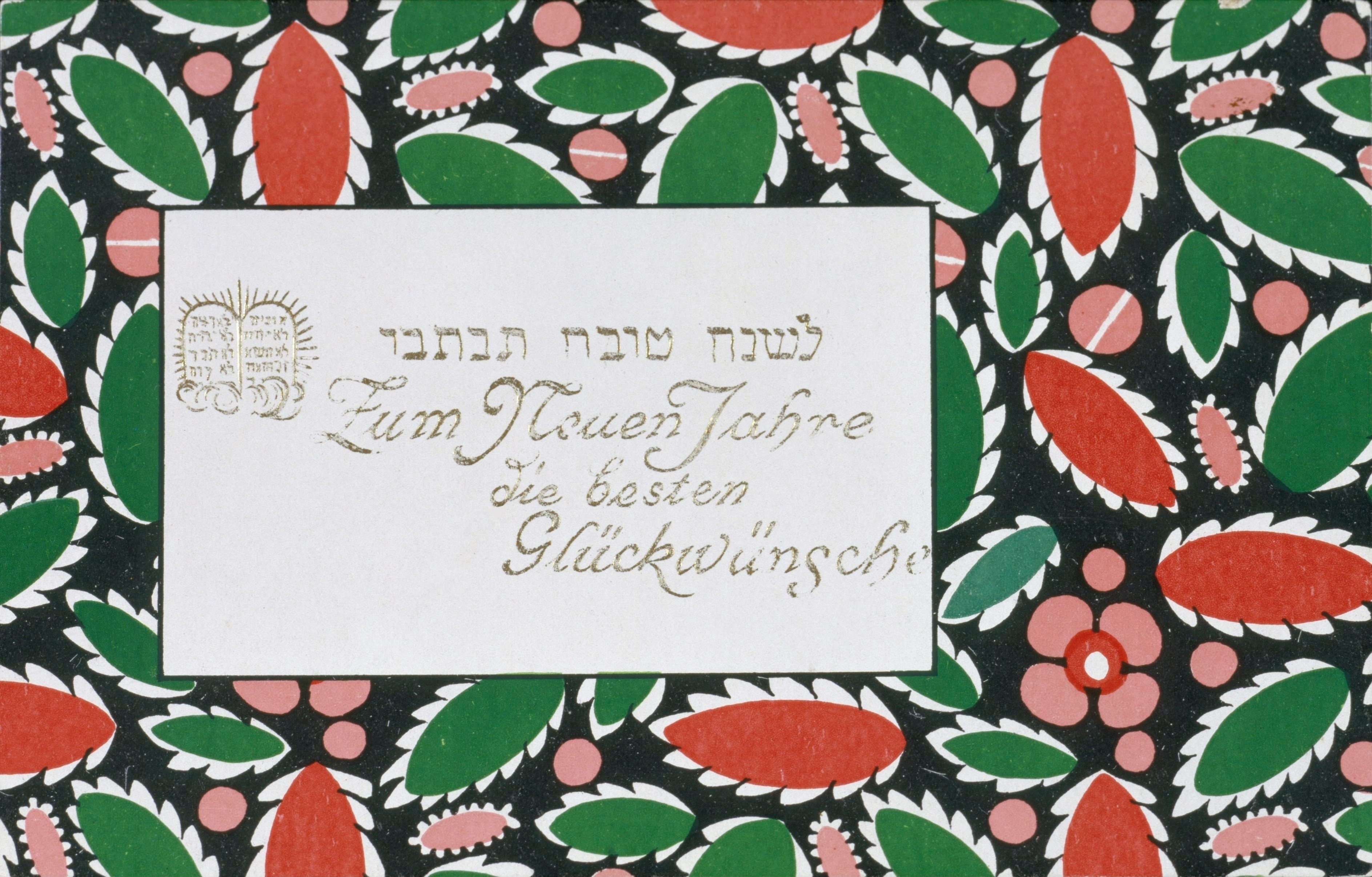
Вітальна листівка, 1910 рік

Традиційне вітання на свято: «Шана това у-метука!» (івр. שנה טובה ומתוקה!) — Гарного та солодкого року!

### Сурміння ушофар

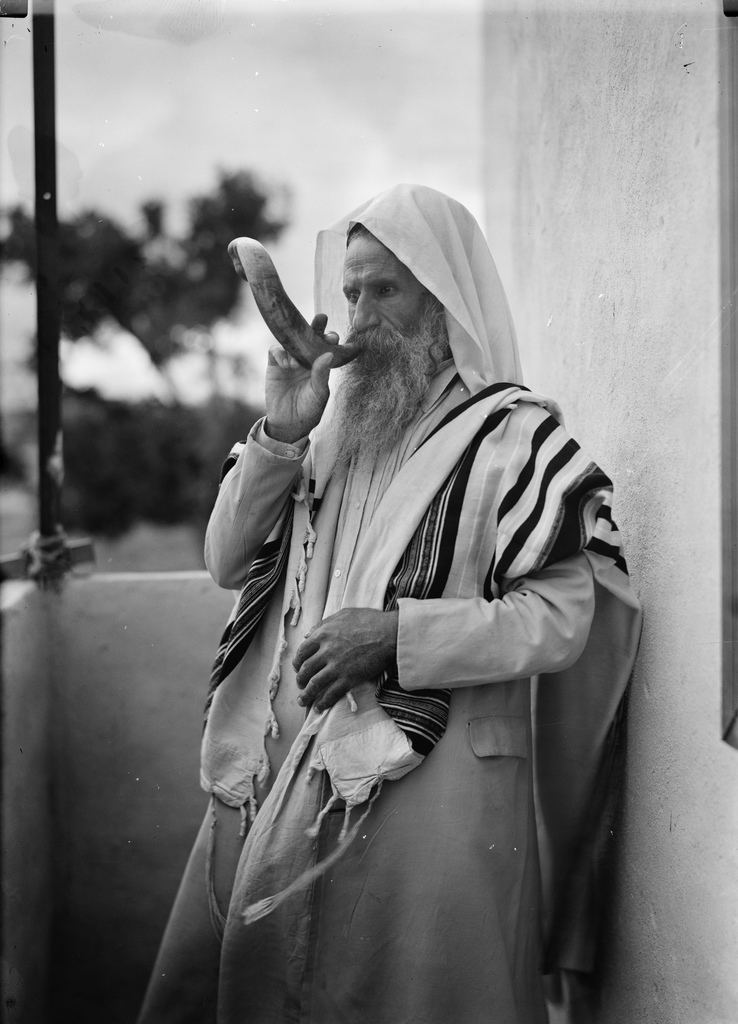
Сурміння у шофар, між 1934—1939 роками

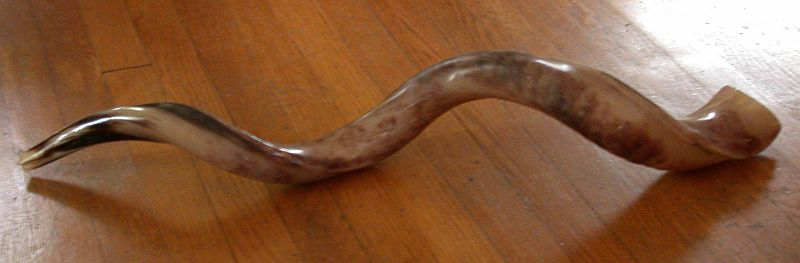
Єменський шофар з рогу антилопи куду

Звук шофара означає, що людина повинна подумки озирнутися на минулий рік, згадати свої помилки та проаналізувати свої вчинки.

### Ташліх

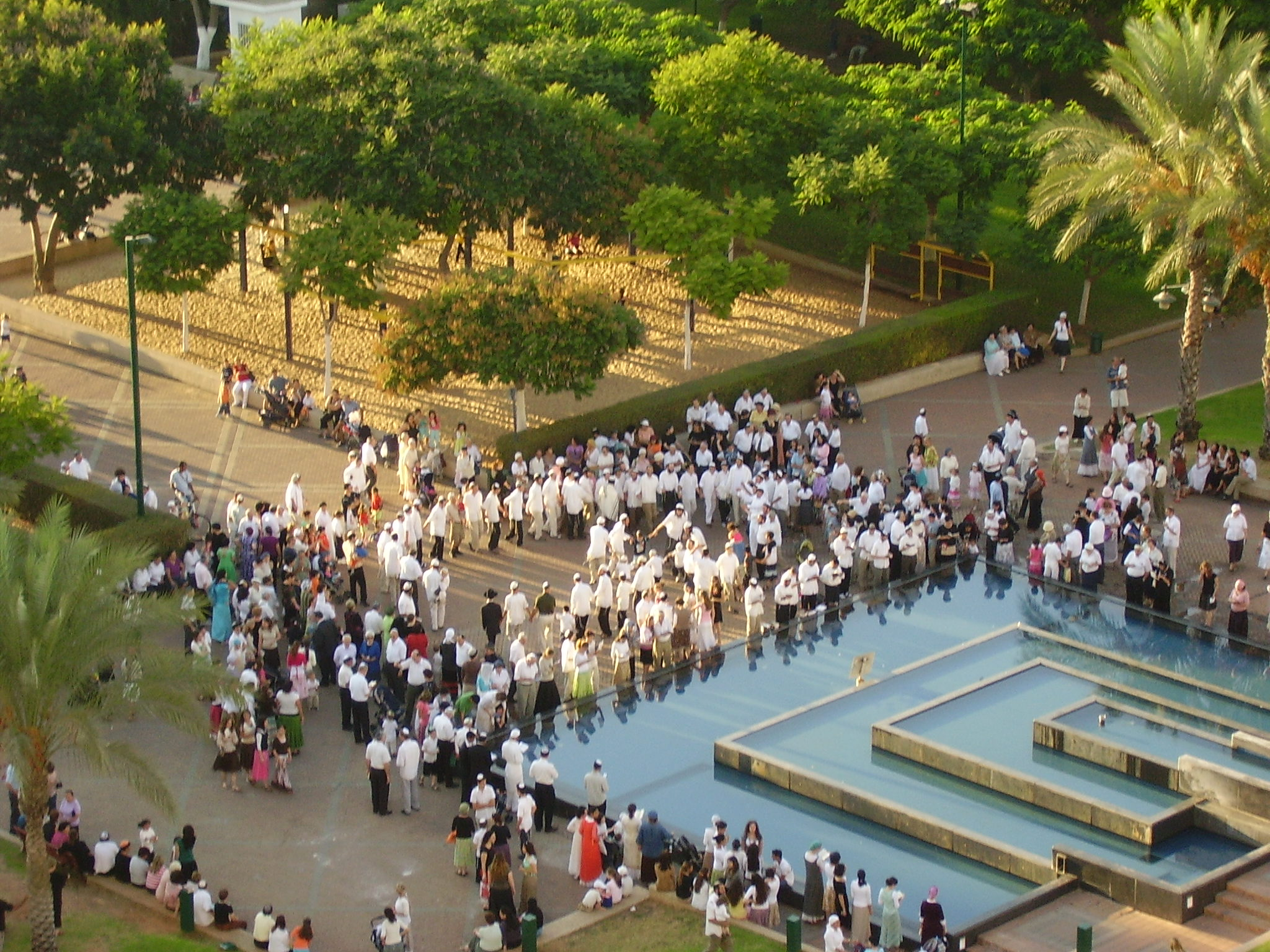
Молитва в парку Рамат Ґану

Наприкінці першого або другого, якщо перший день припадає на суботу, дня свята прийнято збиратися на березі водойми та, вивертаючи кишені, викидати в воду крихти, що залишилися в них. Традиція базується на словах пророка Міхея
«Знов над нами Він зми́лується, наші провини пото́пче, — Ти кинеш у морську́ глибочі́нь усі наші гріхи.». — Мих. 7:19
Назва ташліх івр. תשליך — у перекладі «ти викинеш» також пов'язана з пророцтвом. Під час молитов читають уривки з книги пророка Михея (Мих. 7:18-20) та, подекуди, псалми.
Ані у Талмуді, ані у роботах ранніх рабинів такий ритуал не згадується і на загальну думку виник у Німеччині близько XV століття.

## Святкова трапеза

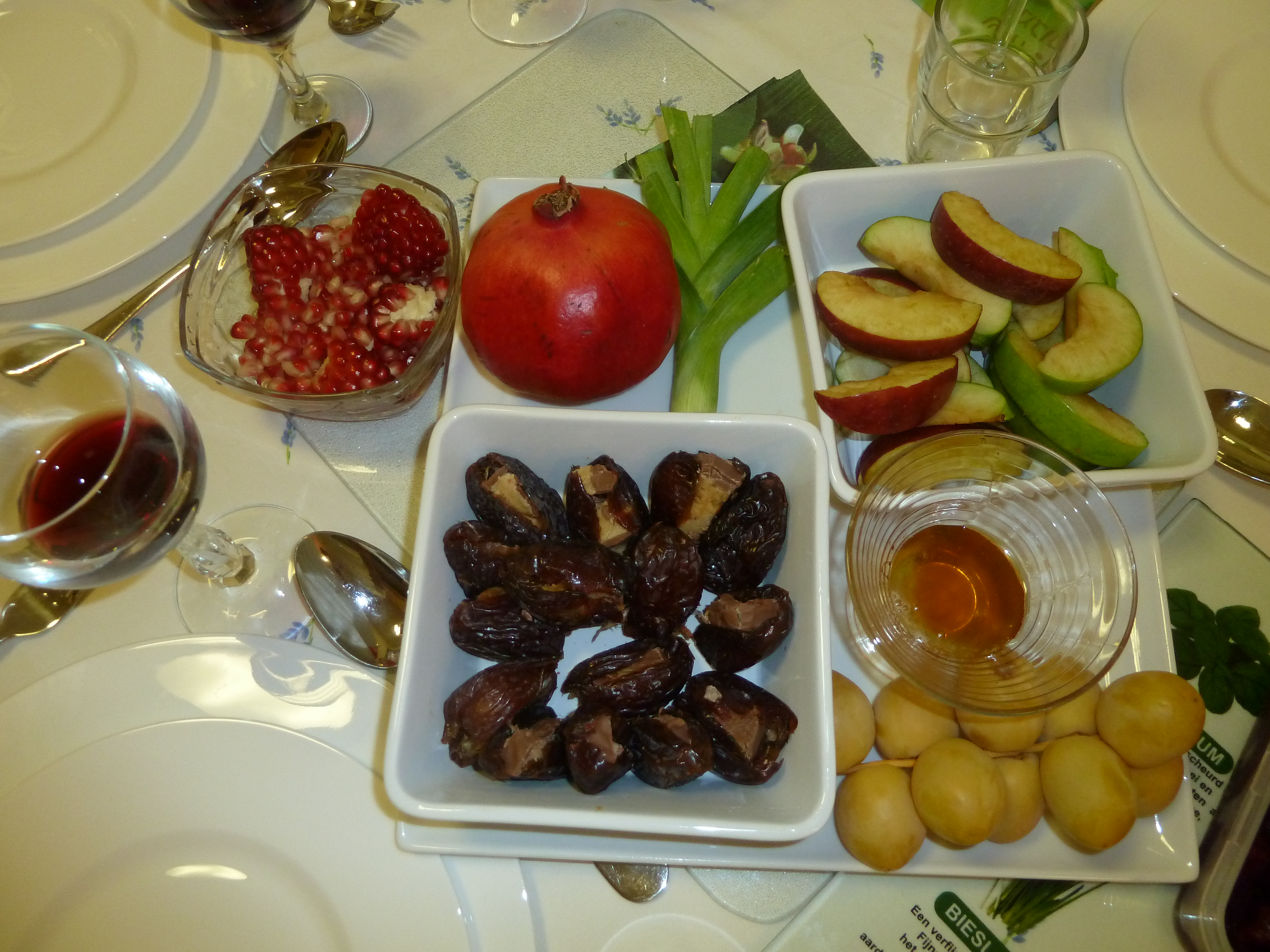
Традиційні святкові наїдки: яблука з медом, свіжі та в'ялені фініки, гранат та цибуля-пір

Святкування Рош га-Шана супроводжується особливою сімейною трапезою, під час якої потрібно спожити певні продукти, що символізують щось хороше, і сподівання знайти це в новому році. Символіка цих продуктів заснована на грі їхніх назв івритом, яка пов'язана з певною надією, яку хочеться здійснити в новому році.
Під час споживання того чи іншого продукту промовляють відповідне побажання:
- цибуля-пір — «Хай буде бажанням Твоїм, Вс-вишній, щоб недруги наші були відсічені»
- буряк — «Хай буде бажанням Твоїм, Вс-вишній, щоб не стало у нас супротивників»
- фініки — «Хай буде бажанням Твоїм, Вс-вишній, щоб вороги наші зникли з лиця землі»
- морква — «Хай буде бажанням Твоїм, Вс-вишній, щоб не було вироку проти нас, і щоб заслуги наші були зачитані перед Тобою»
- гранат — «Хай буде бажанням Твоїм, Вс-вишній, щоб примножилися наші заслуги, як зерна граната»

Під час Рош га-Шана є звичай їсти круглі хліби, що називаються хала, їхня форма нагадує про завершення ще одного кола (року) і про початок нового кола життя. Їдять яблука з медом, щоб рік був солодким, як мед, і гранати, щоб добрі справи і вчинки примножувалися, як зернятка в цьому плоді. Також їдять фаршировану рибу — ґефілте фіш. На тарілці з рибною стравою обов'язково повинна лежати її голова, яка символізує Голову Року — «Рош га-Шана». Також на святковому столі бажано мати моркву, нарізану кружальцями — вона символізує золоті монети. Ще традиційно їдять фініки, івритом назва фрукта звучить як «тамар» (у перекладі «закінчилася гіркота»), і разом зі з'їденим фініком усе погане залишається в старому році.

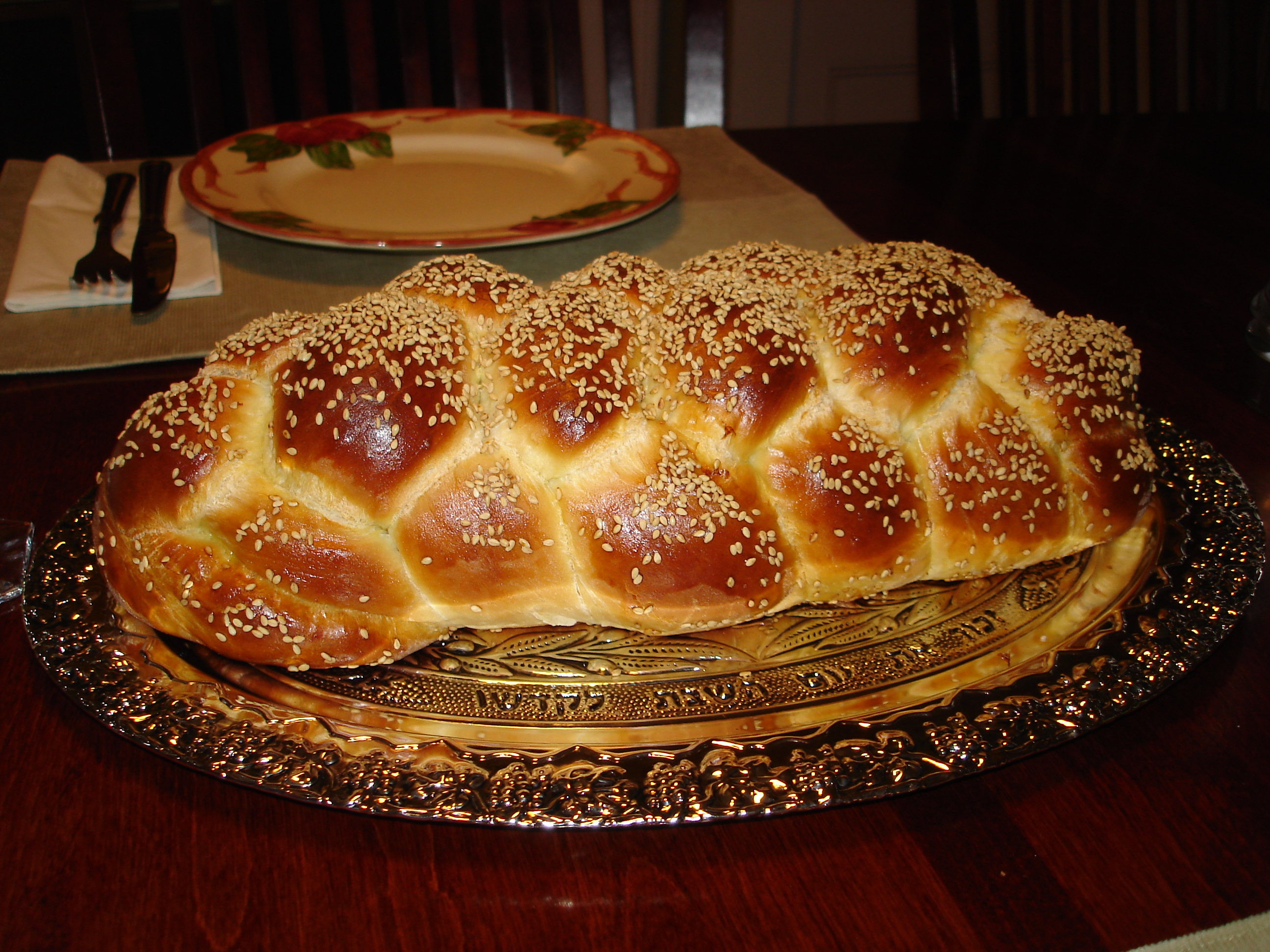
Суботня хала, сплетена з шести смужок тіста і посипана кунжутом.
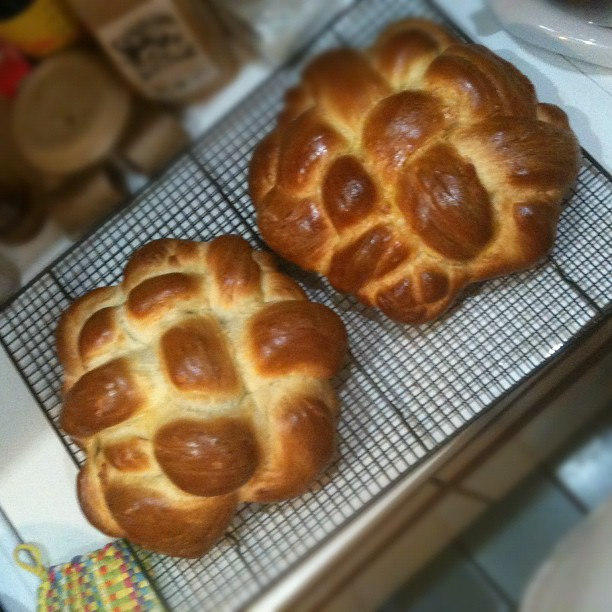
Кругла хала
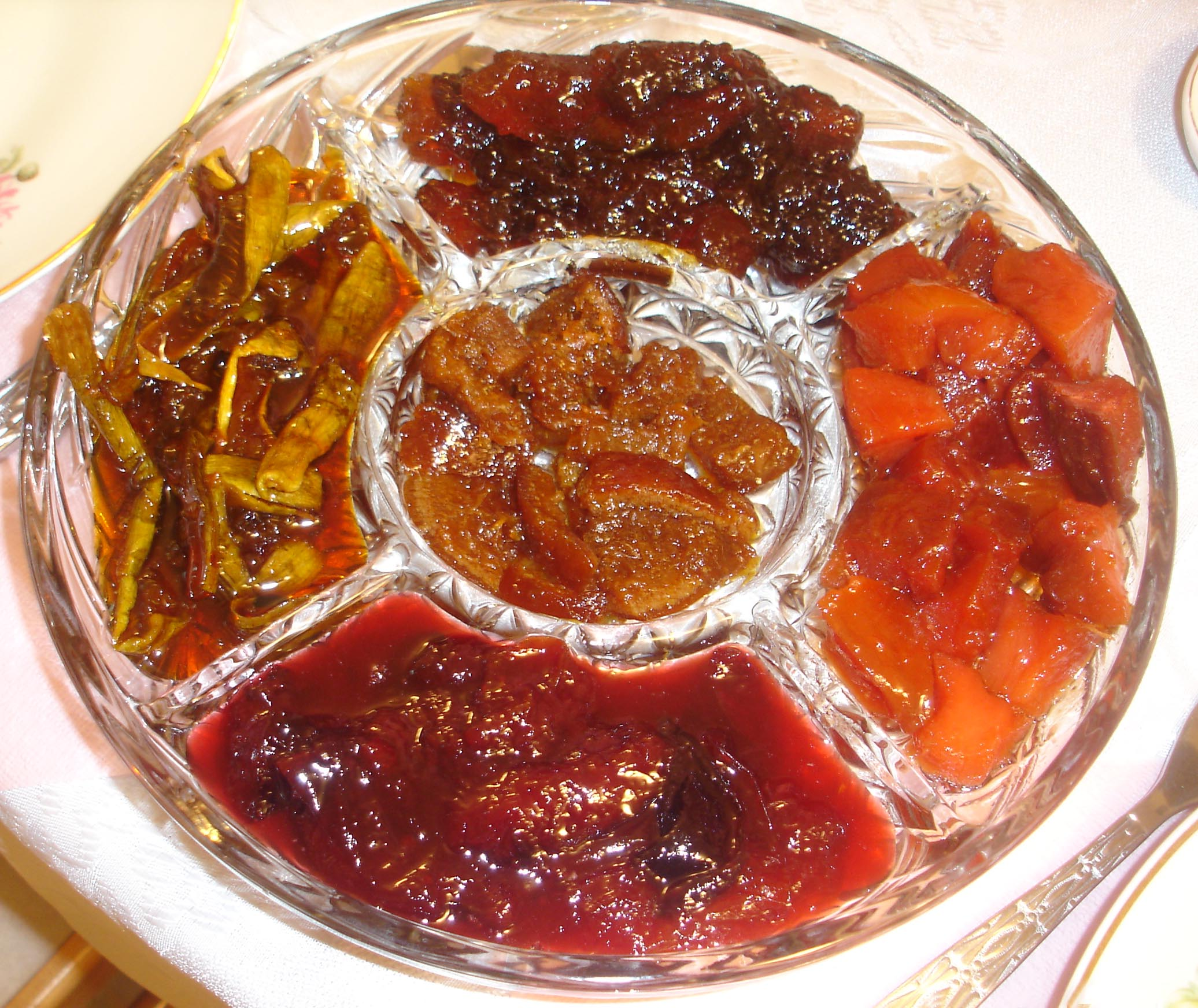
Новорічна страва

## В Україні

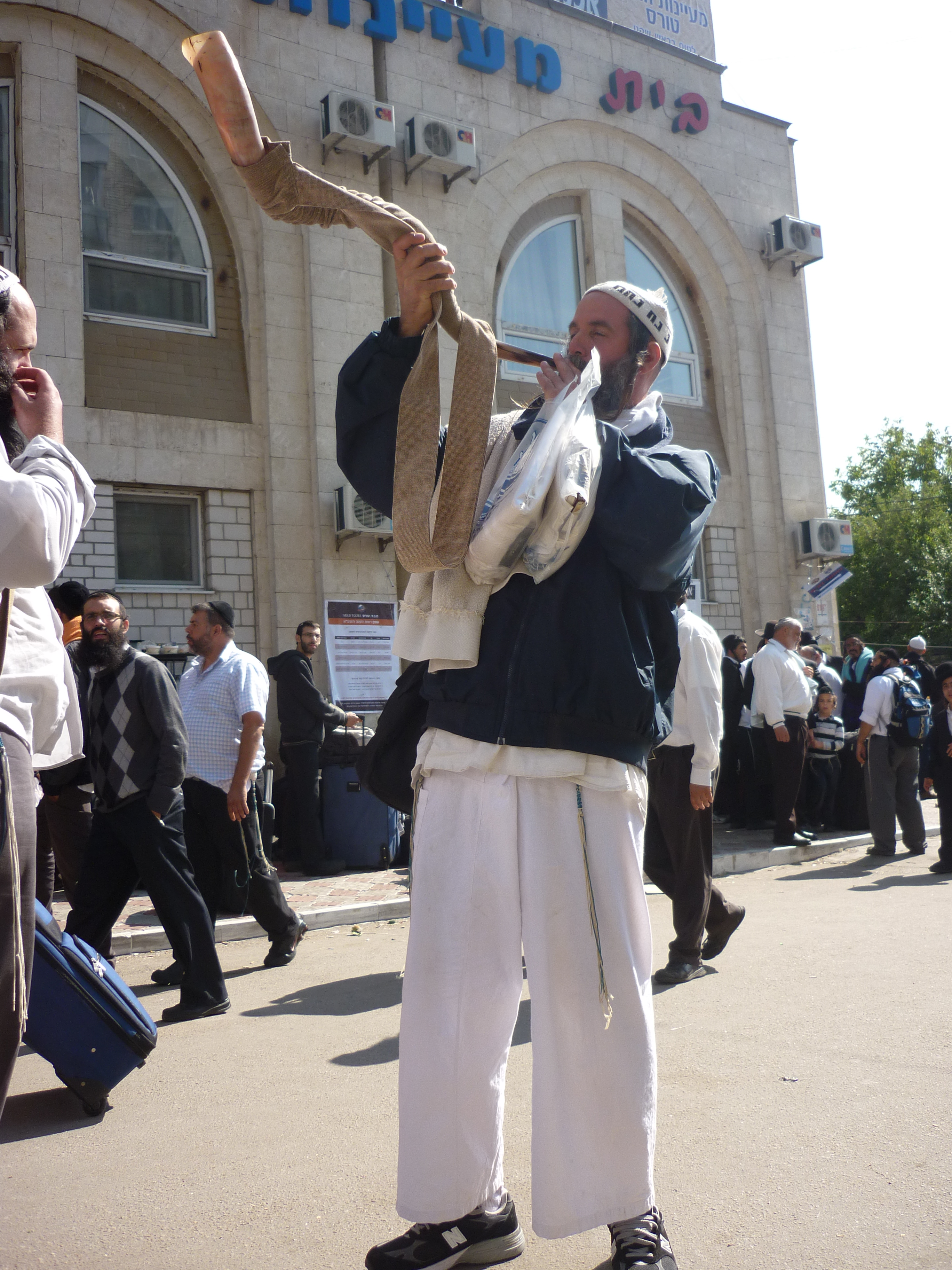
Хасид в Умані дме у шофар

В Україні свято відоме завдяки паломництву до могили цадика Нахмана. В останній рік свого життя засновник течії брацлавського хасидизму закликав усіх послідовників провести свято разом з ним. Його учні на чолі з Натаном витлумачили це як заклик до відвідин могили вчителя.
Попри те що деякі авторитетні рабини не схвалюють традицію паломництва, відзначаючи важливість зустрічі свята з сім'єю та недоцільність залишати Ізраїль, вона є досить популярною як серед хасидів, так і, взагалі, серед юдеїв-вірян.
Щороку приїзд до Умані значної кількості прочан та пов'язані з ним інфраструктурні та міжнаціональні проблеми висвітлюється місцевими та центральними ЗМІ, створюючи хибне враження що відвідання могил праведників є центральною подією свята чи навіть усього життя вірянина.
Віряни-юдеї України зустрічають свято вдома, та за можливості відвідують синагогу для спільної молитви та виконання пов'язаних зі святом ритуалів.

## Дати свята в найближчі роки
| Рік за юдейським календарем | Рік за григоріанським літочисленням | Починається ввечері | Закінчується ввечері |
| --------------------------- | ----------------------------------- | ------------------- | -------------------- |
| 5780 תש"פ                   | 2019                                | 29 вересня          | 1 жовтня             |
| 5781 תשפ"א                  | 2020                                | 18 вересня          | 20 вересня           |
| 5782 תשפ"ב                  | 2021                                | 6 вересня           | 8 вересня            |
| 5783 תשפ"ג                  | 2022                                | 25 вересня          | 27 вересня           |
| 5784 תשפ"ד                  | 2023                                | 15 вересня          | 17 вересня           |
| 5785 תשפ"ה                  | 2024                                | 2 жовтня            | 4 жовтня             |
| 5786 תשפ"ו                  | 2025                                | 22 вересня          | 24 вересня           |
| 5787 תשפ"ז                  | 2026                                | 11 вересня          | 13 вересня           |
| 5788 תשפ"ח                  | 2027                                | 1 жовтня            | 3 жовтня             |
| 5789 תשפ"ט                  | 2028                                | 20 вересня          | 22 вересня           |
| 5790 תש"צ                   | 2029                                | 9 вересня           | 11 вересня           |

- Читання псалмів